# Winter-Universiade 2013/Teilnehmer (Belgien)
| Gelbes Symbol für Goldmedaillen mit stilisierten Olympischen Ringen | Graues Symbol für Silbermedaillen mit stilisierten Olympischen Ringen | Braundes Symbol für Bronzemedaillen mit stilisierten Olympischen Ringen |
| ------------------------------------------------------------------- | --------------------------------------------------------------------- | ----------------------------------------------------------------------- |
| —                                                                   | —                                                                     | —                                                                       |

Belgien nahm an der Winter-Universiade 2013 im Trentino mit  9 Sportlern in vier Sportarten teil.

## Teilnehmer nach Sportarten

### Biathlon
Männer
- Loic Dehottay
10 km Sprint: Platz 56, 31:45.2
12,5 km Verfolgung: Überrundet
20 km Einzel: Platz 54, 1h07:43.2
- Thierry Langer
10 km Sprint: Platz 32, 27:13.5
12,5 km Verfolgung: Platz 35, 40:28.3
20 km Einzel: Platz 32, 59:19.4

### Freestyle-Skiing
| Frauen - Lyske Bruyninckx Skicross: 4. Platz | Männer - Stefan Janssens Skicross: im Achtelfinale ausgeschieden, 22. Platz - Patrick Vandevelde Skicross: im Achtelfinale ausgeschieden, 25. Platz |

### Shorttrack
| Männer - Mathias Voste 500 m: im Viertelfinale als 4. ausgeschieden, Platz 15 1000 m: in den Heats als 4. ausgeschieden, Platz 21 1500 m: im Viertelfinale als 4. ausgeschieden, Platz 15 |

### Ski Alpin
Frauen
- Marjolein Decroix
Riesenslalom: DNF
Slalom: DNF, 2. Lauf

Männer
- Kai Alaerts
Slalom: 15. Platz, 1:34.51
- Xan Alaerts
Slalom: DNF